# Fack ju Göhte
Fack ju Göhte es una película de comedia alemana del 2013 dirigida por Bora Dağtekin y protagonizada por Elyas M'Barek y Karoline Herfurth.
Fack ju Göthe se estrenó el 29 de octubre de 2013 en Munich, y posteriormente se estrenó en cines el 7 de noviembre de 2013. Se lanzó en los Estados Unidos con el título Suck Me Shakespeer.

## Argumento
El ladrón de bancos Zeki Müller acaba de salir de prisión. Tras su liberación, va a recuperar el dinero que robó para pagar una deuda, pero su amigo lo enterró en un sitio de construcción. Durante el tiempo en que Zeki estuvo en la cárcel, el proyecto de construcción se completó y su dinero ahora está enterrado debajo del nuevo gimnasio en la Goethe Gesamtschule. Para obtener el dinero, Zeki se infiltra en la escuela y solicita el puesto vacante de un conserje fallecido. Sin embargo, debido a un malentendido, se le da un trabajo como maestro sustituto.
Elisabeth "Lisi" Schnabelstedt es una maestra de la Goethe Gesamtschule, su antigua escuela secundaria, que tiene la tutela de su hermana menor, Laura. Lisi no impone la autoridad necesaria para manejar a los estudiantes con éxito.
Cuando Ingrid Leimbach-Knorr, profesora jefe de la clase 10 B, intenta suicidarse, el manejo de la difícil clase va a Lisi Schnabelstedt, aunque las bromas brutales de la clase sobre la nueva maestra la reducen rápidamente a las lágrimas. Zeki asume el cargo de maestro sustituto de la antigua clase de séptimo grado de Lisi. Para recuperar su dinero, Zeki trabaja durante la noche en el sótano de la escuela en un túnel que conduce al dinero enterrado. También copia el diploma de Lisi ya que no tiene una educación secundaria o universitaria, lo que finalmente es descubierto por Lisi. Luego de chantajear a Zeki, Lisi recupera su antigua clase de séptimo grado, mientras que Zeki asume la responsabilidad sobre la clase 10B.
Zeki es expulsado del club de estriptis donde vivía, y trata de dormir en el garaje de Lisi. Cuando lo descubre, Lisi le permite a vivir en su sótano siempre y cuando enseñe correctamente la clase 10B en lugar de ver películas en cada período de clase.
A través de métodos no convencionales y el liderazgo suave de Lisi, Zeki gana el respeto de la clase. Aunque Zeki comienza su tiempo como maestro con métodos draconianos, que incluyen disparar a los alumnos con una pistola de bolas de pintura y sostener a un alumno bajo el agua, finalmente adopta un enfoque más suave y convence a los alumnos de que no quieren convertirse en traficantes de drogas y dependen del bienestar. Para ello, organiza un viaje de campo para visitar a los conocidos de Zeki que viven este estilo de vida. También se involucra más en la escuela al asumir el liderazgo del Club de Drama, que realiza una versión moderna de Romeo y Julieta, y ayuda con el concurso Jugend forscht. Zeki, preocupado por la imagen de Lisi entre la clase, dirige a sus alumnos a una excursión para pintar grafiti en un tren, durante la cual un estudiante pinta el título 'Fack ju Göhte'. Como resultado de este mayor respeto, Lisi pasa su examen de enseñanza práctica con la clase 10B. Además, Zeki organiza una aventura amorosa para la hermanita de Lisi, Laura, con su enamorado Danger, y garantiza la continuidad de la tutela legal de Lisi para con Laura al pretender ser el novio serio de Lisi cuando la trabajadora social de Laura viene de visita. 
Finalmente, Zeki encuentra el dinero en el túnel, pero el túnel debajo del gimnasio hace que el piso se rompa y permite que Lisi descubra a Zeki. Cuando Lisi se entera del pasado de Zeki como criminal, amenaza con llamar a la policía si él no deja su trabajo y su casa de inmediato. Zeki, sin opciones, se compromete a conducir su automóvil para un atraco en el banco. Cuando la clase de Zeki está a punto de tomar su examen final en alemán, todos sacan sus fotos de motivación. Un estudiante le informa a Lisi que la foto de la motivación de Zeki está en su escritorio. Cuando Lisi abre el escritorio, descubre que su motivación para convertirse en una mejor persona es ella. Un amigo de Zeki es capaz de convencer a Lisi de que el excriminal quiere cambiar su forma de ser por ella.
Zeki no sigue con el atraco porque tres estudiantes lo detienen para preguntarle si será su maestro de aula el próximo año y ve el tren con el grafiti 'Fack ju Göthe'. Envía a Lisi un vestido y una invitación a la fiesta de graduación y se reporta a la directora de la escuela. Esta quiere conservarlo e incluso le entrega un diploma de escuela secundaria falsificado. Le informa a Zeki que la clase 10B ha mejorado drásticamente y que si continúan trabajando para obtener sus diplomas de escuela secundaria, la escuela se convertirá en la mejor de la ciudad. Sus calificaciones en alemán, anteriormente de 5 y 6, ahora son mejores que 3.

## Reparto
- Elyas M'Barek: Zeki Müller
- Karoline Herfurth: Elisabeth ‘Lisi’ Schnabelstedt
- Katja Riemann: Directora Gudrun Gerster
- Jana Pallaske: Charlie
- Alwara Höfels: Caro Meyer
- Jella Haase: Chantal Ackermann
- Max von der Groeben: Daniel ‘Danger’ Becker
- Anna Lena Klenke: Laura Schnabelstedt
- Gizem Emre: Zeynep
- Aram Arami: Burak
- Uschi Glas: Ingrid Leimbach-Knorr
- Margarita Broich: Frau Sieberts
- Farid Bang: Paco
- Christian Näthe: Profesor de biología
- Bernd Stegemann: Herr Gundlach
- Erdal Yıldız: Attila
- Laura Osswald: Profesora de Kindergarten

## Premios
- 2014: Nominación para el Premio del público del Bayerischer Filmpreis[3]
- 2014: Premio Bambi a la mejor película alemana.
- 2014: Goldene Leinwand[4]
- 2014: Premio Bogey en Platino por 5 millones de visitas al cine en 50 días[5]
- 2014: Deutscher Comedypreis a la mejor película de cine de comedia

## Secuelas y remakes
El 7 de septiembre de 2015 se estrenó la película Fack ju Göhte 2. Una tercera y última película titulada Fack ju Göhte 3 se estrenó el 26 de octubre de 2017. 
El 2 de septiembre de 2016, se lanzó un remake mexicano titulado No manches Frida, protagonizado por Omar Chaparro y Martha Higareda. También se estrenó su secuela No manches Frida 2.